# Paragryllus simplex
Paragryllus simplex är en insektsart som beskrevs av Lucien Chopard 1948. Paragryllus simplex ingår i släktet Paragryllus och familjen syrsor. Inga underarter finns listade i Catalogue of Life.